# Pseudima frutescens
Espèce
Synonymes
Selon Tropicos (10 juin 2024)
- Pseudima costaricense L.O. Williams & P.H. Allen
- Sapindus frutescens Aubl. - Basionyme

Selon GBIF (10 juin 2024)
- Cupania frutescens (Aubl.) Mart.
- Pseudima costaricense L.O.Williams & P.H.Allen
- Sapindus frutescens Aubl. - Basionyme
- Sapindus surinamensis Poir.

Pseudima frutescens est une espèce d'arbre d'Amérique du sud, appartenant à la famille des Sapindaceae.
Il est connu au Suriname sous les noms de Pah-ke-rah-a-nu (Tiriyó), Bosknipa, Bete (Saramaka), et en Guyane comme Quenette sauvage, Tintin couman, Gaulette indien (Créole).

## Description
Pseudima frutescens est un arbuste ou un petit arbre non ramifié, haut de 3-10(15) m
L'écorce est brun clair, lisse.
La partie supérieure de la tige est sillonnée à térébrante, avec une moelle creuse (abritant parfois des fourmis). 
Les feuilles sont paripennées (simples et allongées chez les plantes juvéniles).
Le pétiole et rachis sont longs de 8-75 cm.
Les 10-20 folioles sont alternées, chartacées, glabres, abaxialement minutieusement papillées, oblongues, lancéolées, elliptiques ou oblancéolées, mesurant 5-22(30) x 3-6,5(7,3) cm, la base aiguë à obtuse, le sommet acuminé, les marges entières ou crénelées.
Les inflorescences sont des thyrses en forme de panicule, longs de 30-45 cm, densément fleuris.
Les fleurs sont en dichasie pédonculée composée. 
Le calice est verdâtre à jaune clair, séricieux-tomenteux, avec des sépales ovales, arrondis à l'apex, longs d'environ 3 mm.
Les pétales sont jaunâtres, rhomboïdes, longs d'environ 3,3 mm, sériciceux-tomenteux.
Le disque est en forme de coupe, haut d'environ 1 mm, glabre ou pubérulent.
Les filets sont pubescents.
Les capsules sont rouges, glabres, stipendiées, composées de deux cocci subglobuleux, dont l'un est généralement plus petit ou rudimentaire, péricarpe de 1,5-2 mm d'épaisseur, cocci long de 1,5-2 cm, se divisant en deux le long de la suture dorsale. 
Les graines sont presque globuleuses à obovoïdes, noires, fovéées, longues d'environ 1,7 cm, avec un arillode blanc et papilleux sur le tiers inférieur. 

En 1952, Lemée propose la description suivante de Pseudima frutescens :

« P. frutescens Radlk. (Sapindus fr. Aubl.). Arbrisseau ou arbre subsimple; feuilles à pétiole et rachis avec glandes tôt caduques, 5-8 paires de folioles, elliptiques ou oblongues ou sublancéolées acuminées ou aiguës, atténuées en pétiolule épais, ondulées étalées subcoriaces à nervurès latérales anastomosantes ; panicules longues de 0,30-0,40; fleurs blanches à pédicelle articulé 3;11 milieu ou au-dessus; capsule de 0,02 sur 0,03 (si bilobée). »

— Albert Lemée, 1952.

## Répartition
Pseudima frutescens est largement répandu du Costa Rica au Brésil en passant par le Panama, les Guyanes (Guyana, Suriname, Guyane), le Pérou et la Bolivie.

## Écologie
Pseudima frutescens pousse dans les forêts humides non inondées ou inondées.
Ses fruits, les semences et les plantules ont été étudiés,.
Les fruits sont consommés par les primates.

## Protologue

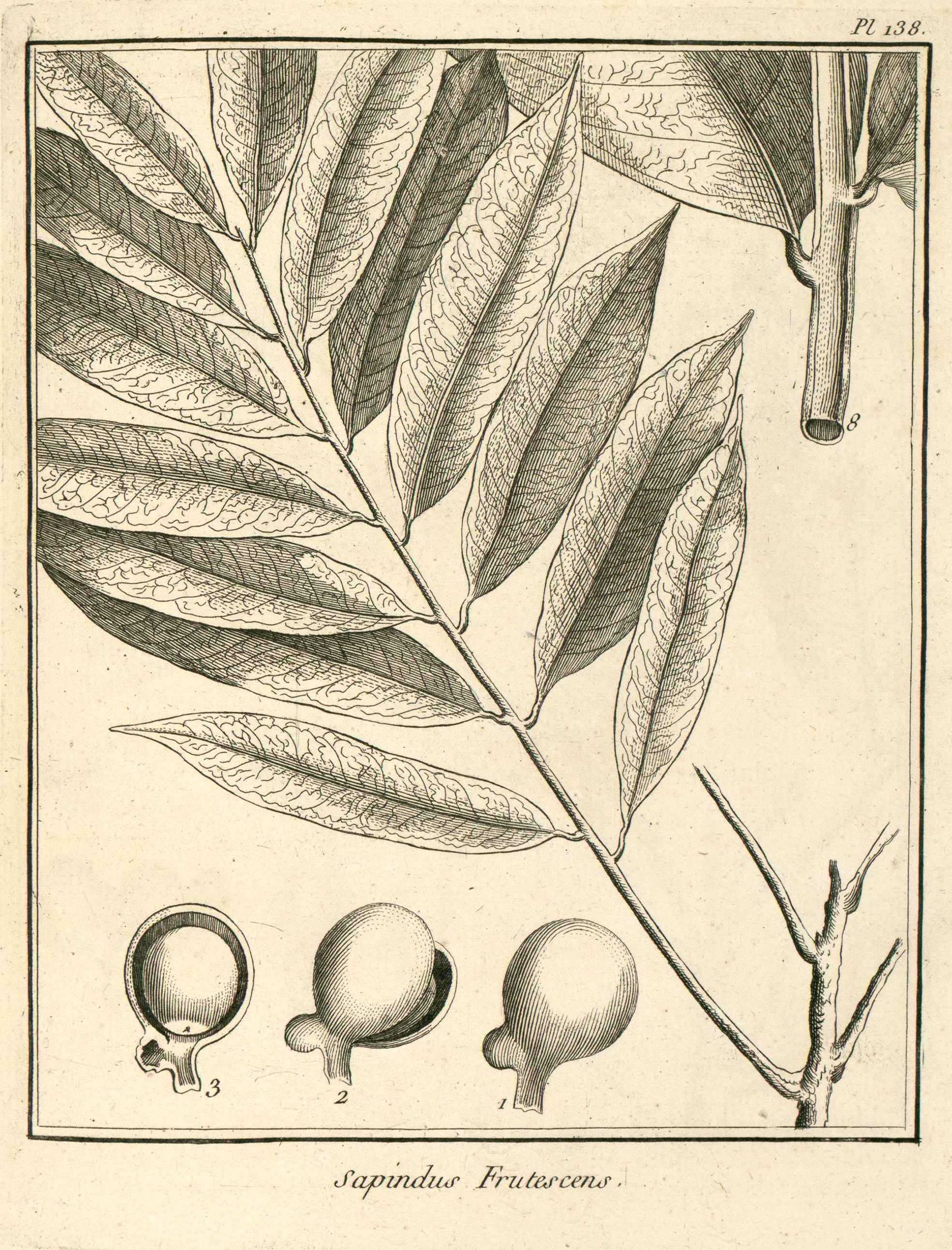
Pseudima frutescens par Aublet (1775) On a repréſenté la capſule & la ſemence dans leur état naturel ; & une petite partie de la côte des feuilles vue en deſſous, eſt auſſi de grandeur naturelle. - 1. Capſule. - 2. Capſule ouverte. - 3. Une valve de Capſule. Semence. - 8. Portion de feuille de grandeur naturelle.

En 1775, le botaniste Aublet a décrit Pseudima frutescens sous le nom de Sapindus frutescens, et en a proposé le protologue suivant : 

« 2. SAPINDUS (fruteſcens) foliis pinnatis, fructu coccineo. (TABULA 138.)
Frutex odo-pedalis, trunco redo, ad. ſummitatem folioſo. Folia ampla, alterna, pinnata, foliolis ſeptem jugatis, ovato-oblongis, acutis, integerrimis, ſubſeſſilibus, coſtæ utrinque adnexis. Coſta inferne foliolis deſtituta, ad bafim crafla, ſuprà ſulcata, ſubtus convexa, apice acuto terminata. Fructus ex axillis foliorum racemoſi, globoſi, coccinei, cum tuberculo ſubrotundo minimo, intùs cavo, ad baſim adnato ; quandoque fructus gemelli, & tùnc tuberculum ad baſim iterumque tuberculum nigrum, glabrum, globoſum, fortè fructus abortivus. Fructus eſt capsula coriacea, uno latere ſulcata, unilocularis bivalvis, monoſperma. Semen globoſum, nigrum, ſundo capſula affixum, hilo albo notatum.
Fructum ferebat Februario.
Habitat in ſylvis Guianæ in campis cultis.

LE SAVONIER à gros fruit. (PLANCHE 138.)
La racine de cet arbrisseau pouſſe une tige ſimple, droite, ligneuſe, haute de ſept à huit pieds, ſur deux pouces de diamètre. Son écorce eſt cendrée & raboteuſe. Son bois eſt caſſant & blanchâtre ; elle eſt garnie de feuilles alternes, ailées à deux rangs de folioles alternes, portées ſur une groſſe côte ligneuſe, qui eſt renflée a ſa naiſſance en forme de talon, & terminée en pointe. Elle eſt convexe en deſſous, & creufée d'une large gouttiere en deſſus. Sa longueur eſt de vingt pouces. Le nombre des folioles eſt de ſept de chaque cote. Elles ſont entières, liſſes, fermés, vertes, luiſantes, ovales, terminées par une longue pointe. Leur pédicule eſt court. Les plus grandes ont onze pouces de longueur, ſur environ trois de largeur.
De l'aiſſelle des feuilles naiſſent des grappes de fruit, car je n'ai pas pu obſerver les fleurs. Le fruit eſt une capsule coriace, ſèche, d'un beau rouge ; elle eſt ſphérique, marquée d'un côte par un ſillon. C'eſt par là quelle s'ouvre en deux valves, qui ſe renverſent en dehors.
Elle contient une ſeule graine ſphérique, noire, luiſante, enveloppée d'une membrane. L'intérieur de la capſule eſt jaune, au deſſous de ce fruit eſt une petite coque, & la capſule eſt une petite éminence aiguë. La capſule avortée devient quelquefois en maturité. Elle eſt adhérente a l'autre & de la même grandeur, & alors il, a une autre petite coque avortée.
[...]
Cet arbriſſeau croît à Caïenne au bord des terreins défrichés; on le trouvé encore dans les grandes forêts de la Guiane.
II étoit en fruit dans le mois de Février. »

— Fusée-Aublet, 1775.